# Now and Zen
《Now and Zen》은 1988년 2월 29일, 에스 파란자 레코드에서 발매된 영국의 싱어송라이터 로버트 플랜트의 네 번째 솔로 음반이다. 이 음반은 미국 (6위)과 영국 (10위)에서 톱 10에 들었다. 이 음반은 2001년 9월 7일, 미국 음반 산업 협회로부터 트리플 플래티넘 인증을 받았다. 이 음반은 팀 팔머, 로버트 플랜트, 필 존스톤이 프로듀싱했다.

## 배경 및 녹음
새로운 밴드와 음악에 대한 새로운 관점을 가진 플랜트는 1987년 말에 레드 제플린에서 자신을 정의했던 사운드를 더 많이 가지고 돌아왔다. 비록 플랜트는 이전 솔로 음반과 비슷한 방식으로 컴퓨터화된 오디오 기술을 계속 활용했지만, 이번 음반에 대해 플랜트는 그의 가장 최근 음반인 《Shaken 'n' Stirred》 (1985년)에 거의 버려졌던 블루스를 통합했다. 눈에 띄는 기타 사운드와 녹음에 대한 이국적인 느낌은 또한 〈Heaven Knows〉와 같은 노래에 중동의 음색을 더하는 아티스트에게 또 다른 방향의 변화를 의미했다. 이것이 결국 그가 페이지 앤 플랜트와 함께 1990년대에 따를 방향이다.
〈Heaven Knows〉와 〈Tall Cool One〉 트랙에는 레드 제플린의 기타리스트 지미 페이지가 피처링했다(라이너 노트에서는 페이지가 노래에 참여한 것이 조소 기호로 표시되어 있다). 플랜트는 비스티 보이즈가 1986년 음반 《Licensed to Ill》에서 레드 제플린의 노래 일부를 무단 샘플링한 것에 대응하여 (〈Whole Lotta Love〉, 〈Dumped and Confided〉, 〈Black Dog〉, 〈Custard Pie〉, 〈The Ocean〉), 〈Tall Cool One〉에서 레드 제플린의 노래 샘플을 사용했고, 추가로 〈When the Levee Breaks〉의 가사를 불렀다.

## 발매 및 평가
| 전문가 평가                      | 전문가 평가 |
| 평가 점수                        | 평가 점수   |
| 출처                             | 점수        |
| -------------------------------- | ----------- |
| AllMusic                         | [ 1 ]       |
| Collector's Guide to Heavy Metal | 9/10        |
| Kerrang!                         | [ 3 ]       |
| Rolling Stone                    | [ 4 ]       |
| The Village Voice                | B           |

CD와 음반 버전의 원본에는 새틴 레드 색상의 늑대 모티브 미니 플래그가 포함되어 있었다. 이것은 그가 가장 좋아하는 축구팀인 울버햄프턴 원더러스 FC (팬들에 의한 늑대)에 대한 찬사다. 이 미니 플래그는 수집가에게 희귀한 물건이기도 하다. 〈Walking Towards Paradise〉는 오리지널 음반의 CD 버전에서만 사용할 수 있는 보너스 트랙이자 싱글 〈Heaven Knows〉의 B-사이드 곡이었다. 라이노 엔터테인먼트는 2007년 4월 3일, 보너스 트랙과 함께 리마스터드된 음반판을 발매했다.
《Now and Zen》은 플랜트의 팬들과 전문 음악 비평가들 모두에게 긍정적인 평가를 받았다. 《롤링 스톤》에 대한 동시대의 리뷰에서 커트 로더는 《Now and Zen》을 "하드 기타 록의 매끄러운 팝 퓨전, 멋진 컴퓨터화, 날카롭고 놀라운 송크래프트"라고 극찬했다. 로버트 크리스트가우는 《빌리지 보이스》에서 "최고의 경우 잊을 수 없는 것과는 거리가 멀고, 전체적인 효과는 그의 이전 밴드와 더 카스의 교차이다"라고 말했다.
플랜트는 2005년 《언컷》 잡지와의 인터뷰에서 "88년 《Now and Zen》이 나왔을 때, 내가 다시 큰 사람이 된 것처럼 보였습니다. 그것은 대서양 양쪽에 있는 톱 10 음반이었습니다. 하지만 지금 들어보면 당시의 기술 속에서 많은 곡들이 사라졌다는 것을 알 수 있습니다."

## 곡 목록
모든 곡들은 특별한 언급이 없는 한 로버트 플랜트와 필 존스톤에 의해 작사/작곡하였다.
| #  | 제목                | 작사·작곡                     | 재생 시간 |
| -- | ------------------- | ----------------------------- | --------- |
| 1. | 〈Heaven Knows〉    | 존스톤, 데이비드 배럿         | 4:06      |
| 2. | 〈Dance on My Own〉 | 플랜트, 존스톤, 로버트 크래시 | 4:30      |
| 3. | 〈Tall Cool One〉   |                               | 4:40      |
| 4. | 〈The Way I Feel〉  | 플랜트, 존스톤, 더그 보일     | 5:40      |

| #   | 제목                         | 작사·작곡        | 재생 시간 |
| --- | ---------------------------- | ---------------- | --------- |
| 5.  | 〈Helen of Troy〉            |                  | 5:06      |
| 6.  | 〈Billy's Revenge〉          |                  | 3:34      |
| 7.  | 〈Ship of Fools〉            |                  | 5:01      |
| 8.  | 〈Why〉                      | 플랜트, 크래시   | 4:14      |
| 9.  | 〈White, Clean and Neat〉    |                  | 5:28      |
| 10. | 〈Walking Towards Paradise〉 | 제리 린 윌리엄스 | 4:40      |